# Flipperne (film)
Flipperne er en dansk kortfilm fra 1955 instrueret af Karl Stegger efter eget manuskript.

## Handling
Denne artikel mangler et handlingsreferat. Hjælp os med at skrive det.